# バリー・バナン
バリー・バナン（Barry Bannan、1989年12月1日 - ）は、スコットランド・ノース・ラナークシャー・エアドリー出身の同国代表サッカー選手。シェフィールド・ウェンズデイFCに所属する。ポジションはミッドフィールダー。

## 人物
長短のパスでゲームを組み立てる左利きのセントラル・ミッドフィールダー。ダレン・フレッチャーは、シャビ・エルナンデスやポール・スコールズを引き合いに出して彼の将来を嘱望した。かつて指導を受けたイアン・ホロウェイやジェラール・ウリエにもその能力は認められたが、マーティン・オニールは170cmと小柄なバナンの身体能力に疑問を持ち、彼の下での出場機会は限られたものだった。

## 来歴
グラスゴー近郊の町エアドリーの出身。ユース期にはセルティックのアカデミーにも所属していた。2004年にアストン・ヴィラの下部組織に入団し、2008年12月UEFAカップのハンブルク戦で公式戦デビューを果たした。
2009年3月にダービー・カウンティへ貸し出され、同年9月には再びローンでチャンピオンシップのブラックプールへ移籍した。ブラックプールでは途中出場が主ながら20試合に出場。チームはプレーオフを勝ち抜き、プレミアリーグに昇格した。
ヴィラ復帰後、マーティン・オニールはクラブから去り、バナンはジェラール・ウリエの指揮下で出場機会を増やした。2011年3月にはシーズン終了までの契約でリーズ・ユナイテッドへ貸し出されるが、4月28日に予定を早めて呼び戻された。
2013年9月3日、プレミアリーグに昇格したクリスタル・パレスへの加入が発表された。
2015年8月31日、シェフィールド・ウェンズデイFCに1年契約で移籍した。

## 個人成績
- 2008年12月17日 - プロ初出場（UEFAカップ 2008-09 グループステージ） - ハンブルガーSV戦（HSHノードバンク・アレナ）
- 2009年3月14日 - プロ初得点（フットボールリーグ・チャンピオンシップ 第39節） - シェフィールド・ユナイテッドFC戦（ブラモール・レーン）

## 代表歴
- 2010年11月16日 - A代表初出場（親善試合） - フェロー諸島代表戦（ピトドリー・パーク）

## タイトル

### クラブ
アストン・ヴィラ
- プレミアアカデミーリーグ 2007-08
- プレミアリザーブリーグ 2008-09,09-10
- ピースカップ 2009

ブラックプール
- フットボールリーグ・チャンピオンシップ プレーオフ 2009-10